# ここにいたこと
『ここにいたこと』は、AKB48の1枚目のオリジナルアルバム（通算3枚目）。2011年6月8日にキングレコードから発売された。

## 概要
キャッチコピーは、「神曲、始めました」。
AKB48は過去に3枚のアルバムが発売しているが、全てベストアルバムのため、本作が初のオリジナルアルバムとなった。初回限定盤、通常盤、劇場盤の3形態で発売され、それぞれジャケットや封入特典が異なるが、CD収録曲は3形態共通。なお、劇場盤はアルバムでありながら1,980円と低価格になっている。初回限定盤と通常盤のジャケット撮影は「ヘビーローテーション」のMV監督を務めた蜷川実花が担当。
シングル曲が後半にまとめて収録されている。その他、チームごとの楽曲、スペシャルユニットによる楽曲が多数収録されている。初回限定盤と通常盤にはDVDが付属する。DVDには、前作『神曲たち』に続きシングル曲の振付映像を収録。また、初回限定盤は蜷川実花による撮り下ろし100ページ写真集が付いたスペシャルBOX仕様。
当初は2011年4月6日に発売される予定だったが、東日本大震災の発生により諸般の制作スケジュールの都合がつかなくなったことから6月8日に発売日が延期となった。また、東日本大震災を受けて売上の一部は「誰かのために」プロジェクトの一環として義援金になり、被災者支援に使用された。
アルバムのタイトル「ここにいたこと」は表題曲の歌詞にも象徴されているように、秋元康の「AKBから去る子も30人くらい出てきて、それで10年後AKBはどうなっているかなって考えると、『昔あのAKBにいたんだよ』って子供に話すようにメンバーの想い出になってもらいたい」「ファンも10年目撃していく中で、『自分はあの前田敦子がAKBのセンターにいたことをこの眼で見ていたんだぞ』、『前田敦子と大島優子は昔同じグループにいたんだぞ』っていう具合にいつまでも想い出に残っていて欲しい」という願いにより命名された。

## チャート成績
発売前日の2011年6月7日付オリコンデイリーアルバムチャートで推定売上枚数約32万1000枚を記録。初回出荷枚数でも『神曲たち』の35万枚を大幅に更新する110万枚を記録した。出荷枚数が100万枚を超えていたため、日本レコード協会からミリオン認定を受けた。
2011年6月20日付オリコン週間アルバムチャートで約60万2000枚を売り上げ、初登場1位を獲得。女性グループのオリジナルアルバムが発売初週に50万枚以上売り上げたのは、モーニング娘。の『3rd -LOVEパラダイス-』（約57万8000枚）以来。同年9月27日付のデイリーチャートでは、累計売上は約80万3000枚を突破した。この時点で暫定年間1位だったが、2011年12月5日付オリコンチャートで、嵐のアルバム『Beautiful World』に抜かれ、2位になった。

## 収録曲
CD
曲の解説やタイアップ等はAKB48で解説しているため一部簡潔に解説する。シングル曲は全て配信限定シングルを含めたメジャーシングルの通算枚数。特に説明のない楽曲は本作の撮り下ろし。
1. 少女たちよ [4:33]
（作詞：秋元康、作曲：小網準、編曲：生田真心）
  - 映画『DOCUMENTARY of AKB48 to be continued 10年後、少女たちは今の自分に何を思うのだろう?』主題歌
  - テレビ西日本『コレカラ』「HKT48の課外授業」コーナーイントロ曲
  - 2011年6月10日放送の『ミュージックステーション』で披露されている。

2. Overtake [4:44] - チームA 
 （作詞：秋元康、作曲：柴田尚、編曲：丸山真由子）
  - テレビ東京系『世界卓球2011・世界卓球関連番組』テーマソング
  - H.I.S.『H.I.S×AKB48』「旅はあなたを元気にする!キャンペーン篇」CMソング
  - 第3回選抜総選挙でのチームAテーマ曲

3. 僕にできること [4:09] - チームK
 （作詞：秋元康、作曲：SOHO、編曲：野中“まさ”雄一）
  - 日本赤十字社・2011年赤十字運動月間CMソング（題名はそのままCMキャッチコピーにも使用されている）
  - 第3回選抜総選挙でのチームKテーマ曲
  - 第5回選抜総選挙でのチームKテーマ曲

4. 恋愛サーカス [3:37] - チームB
 （作詞：秋元康、作曲・編曲：真崎修）
  - テレビ西日本『コレカラ』「HKT48の課外授業」コーナーイントロ曲
  - 第3回選抜総選挙でのチームBテーマ曲

5. 風の行方 [5:07] - 倉持明日香、指原莉乃、高橋みなみ、大島優子、峯岸みなみ、柏木由紀
 （作詞：秋元康、作曲・編曲：島崎貴光）
6. わがままコレクション [4:53] - 多田愛佳、前田亜美、小森美果、佐藤すみれ、渡辺麻友、松井珠理奈
 （作詞：秋元康、作曲・編曲：島崎貴光）
7. 人魚のバカンス [4:00] - 高城亜樹、仁藤萌乃、横山由依、河西智美、北原里英、佐藤亜美菜、増田有華
 （作詞：秋元康、作曲・編曲：上田起士）
8. 君と僕の関係 [3:02] - 前田敦子・板野友美
 （作詞：秋元康、作曲：DR. OWL・RAY. M、編曲：ray. m）
9. イイカゲンのススメ [4:30] - 片山陽加、小嶋陽菜、篠田麻里子、秋元才加、宮澤佐江、松井玲奈
 （作詞：秋元康、作曲：渡辺翔、編曲：生田真心）
10. High school days [4:36] - チーム研究生
 （作詞：秋元康、作曲：鳥海剛史、編曲：清水武仁）
11. チームB推し [4:28] - チームB
 （作詞：秋元康、作曲：吉野貴雄、編曲：武藤星児）
『チームB 5th Stage「シアターの女神」』公演の楽曲で、“チームBのテーマ”とも言える曲。それぞれのメンバーのパートがあり公演では出演者により歌詞が変わるが、同アルバムに収録されているものは、奥真奈美が卒業する前に収録されたオリジナルバージョンである。『AKB48リクエストアワー セットリストベスト100 2011』では5位にランクインした。
12. チャンスの順番 [4:19]
（作詞：秋元康、作曲：小西裕子、編曲：生田真心）
19thシングル表題曲。
13. Beginner [3:58]
（作詞：秋元康、作曲・編曲：井上ヨシマサ）
18thシングル表題曲。
14. ポニーテールとシュシュ [4:30]
（作詞：秋元康、作曲：多田慎也、編曲：生田真心）
16thシングル表題曲。
15. ヘビーローテーション [4:43]
（作詞：秋元康、作曲：山崎燿、編曲：田中ユウスケ）
17thシングル表題曲。
16. ここにいたこと [4:11] - AKB48+SKE48+SDN48+NMB48
 （作詞：秋元康、作曲：KIS、編曲：樫原伸彦）
  - CS ファミリー劇場『AKB48 ネ申テレビ スペシャル〜新しい自分にアニョハセヨ韓国海兵隊〜』主題歌

本作アルバム表題曲。AKB48・SKE48・SDN48・NMB48に所属するメンバー総勢192名（楽曲収録時点）が参加。初めてAKB48とその関連グループに所属するメンバー全員が参加。

DVD
- 振り付け映像（初回限定盤、通常盤に付属）

1. ポニーテールとシュシュ
ソロ映像は小森美果（チームB）が担当。
2. ヘビーローテーション
ソロ映像は小森美果が担当。
3. Beginner
ソロ映像は菊地あやか（チームK）が担当。
4. チャンスの順番
ソロ映像は内田眞由美（チームK）が担当。

## 選抜メンバー
所属チームは発売時点

### 少女たちよ
センター：高橋みなみ、前田敦子
- チームA：小嶋陽菜、指原莉乃、篠田麻里子、高城亜樹、高橋みなみ、前田敦子
- チームK：板野友美、大島優子、峯岸みなみ、宮澤佐江、横山由依
- チームB：河西智美、柏木由紀、北原里英、宮崎美穂、渡辺麻友

## 封入特典・ジャケット写真メンバー
いずれもジャケット写真の撮影は蜷川実花によるもの。

### 初回限定盤
ジャケット写真
- 板野友美、大島優子、河西智美、柏木由紀、小嶋陽菜、指原莉乃、篠田麻里子、高橋みなみ、前田敦子、松井珠理奈、松井玲奈、峯岸みなみ、宮澤佐江、渡辺麻友

封入特典
- 蜷川実花撮り下ろし100ページ写真集
- 生写真1種ランダム封入（全14種）
- 「AKB48スペシャルプレゼント応募抽選券」封入

### 通常盤
ジャケット写真
- 板野友美、大島優子、小嶋陽菜、篠田麻里子、高橋みなみ、前田敦子、渡辺麻友

封入特典
- サーカス編アナザージャケット（14名分7枚）封入

### 劇場盤
ジャケット写真
- 大島優子、高橋みなみ、前田敦子

封入特典
- 完全オリジナル仕様生写真 カスタマーセレクト 5枚付き（全2100種）
- 制服編アナザージャケット（14名分7枚）封入